# Humidité absolue de saturation
L'humidité absolue de saturation est souvent assimilé à une masse volumique. Elle représente la masse maximale d'eau en phase gazeuse que peut contenir un mètre cube d'air. Elle est une grandeur qui ne dépend que de la température. 

## Définition
L'humidité absolue de saturation est la masse d'eau en phase gazeuse que peut contenir un volume d'air sans condensation. Elle est une grandeur lue sur un diagramme qui donne la masse d'eau en fonction de la température. 

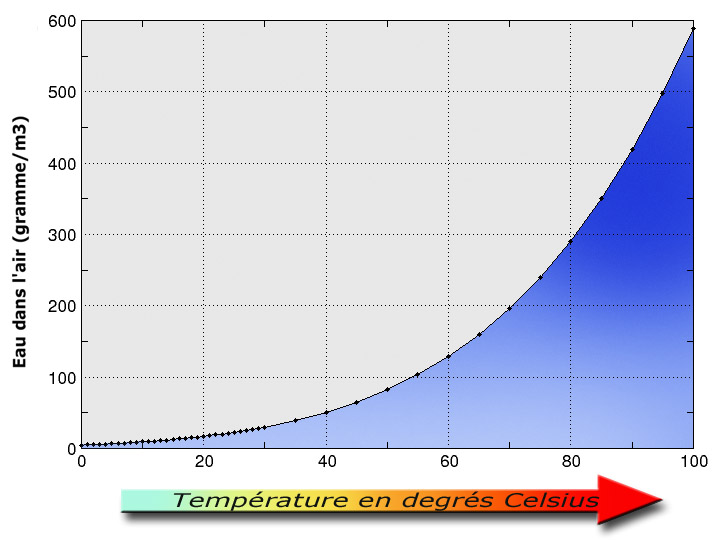

L'air froid ne peut ainsi contenir qu'une faible masse d'eau. Ainsi, lorsqu'il neige par grand froid, la neige reste fine et sèche par manque de vapeur d'eau bien que la saturation soit atteinte. À l'inverse, de l'air chaud peut contenir une grande masse d'eau donnant des précipitations diluviennes dans les régions tropicales.

## Application
L'humidité relative à une température donnée est le pourcentage de vapeur d'eau présent dans l'air par rapport à l'humidité absolue de saturation.